# Lydia Kaiser
Lydia Kaiser (geboren am 4. Mai 1982 in Alma-Ata, Kasachische SSR) ist eine deutsche Physikerin, Systems Engineer und Universitätsprofessorin. Seit März 2021 leitet sie das Fachgebiet „Digitales Engineering 4.0“ am Institut für Werkzeugmaschinen und Fabrikbetrieb der TU Berlin.

## Beruflicher Werdegang
Lydia Kaiser absolvierte ein Bachelor- und ein Masterstudium in Physik. Im Anschluss daran war sie von 2007 bis 2011 als wissenschaftliche Mitarbeiterin am Lehrstuhl für Produktentstehung der Universität Paderborn tätig. Anschließend wechselte sie an das Fraunhofer-Institut für Entwurfstechnik Mechatronik (IEM) in Paderborn und widmete sich der angewandten Forschung. Sie leitete verschiedene Forschungsprojekte mit industriellen Partnern in den Bereichen von digitaler Produktentstehung, künstlicher Intelligenz und des Systems Engineering.
2013 promovierte sie mit ihrer Arbeit „Rahmenwerk zur Modellierung einer plausiblen Systemstruktur mechatronischer Systeme“ an der Fakultät Maschinenbau zum Dr.-Ing.
Im März 2021 hat sie die Leitung des Fachgebietes „Digitales Engineering 4.0“ am Institut für Werkzeugmaschinen und Fabrikbetrieb an der TU Berlin übernommen. Ihre Professur ist als Stiftungsprofessur für fünf Jahre ausgelegt und am Einstein-Zentrum Digitale Zukunft (ECDF) assoziiert. In der Lehre bietet sie Module im Bereich des Systems Engineering, des modellbasierten Systems Engineering, der Forschung und des wissenschaftlichen Arbeitens im Systems Engineering und dem Engineering im digitalen Zeitalter an.
2021 wurde sie in den Digitalrat des Bundesministeriums für Verteidigung berufen. Seit 2023 ist sie Jurymitglied im EXIST Förderprogramm des BMWK.
In der Gesellschaft für Systems Engineering (GfSE), dem deutschen Chapter der INCOSE, ist sie im erweiterten Vorstand engagiert als Interessensverträterin für „Diversität“.

## Auszeichnungen
2022 wurde Lydia Kaiser von Femtec.Alumnae, einem Netzwerk von Frauen aus MINT-Berufen, mit dem Felicitas-Preis in der Kategorie „Vorbild sein“ ausgezeichnet. Im beruflichen und privaten Umfeld engagiert sie sich in der Motivation und Ansprache von jungen Nachwuchs-Wissenschaftlerinnen.